# Marco Aurelio Severino
Marco Aurelio Severino (n. noiembrie 1580 - d. 12 iulie 1656) a fost medic, chirurg și anatomist italian.

## Contribuții

### Scrieri
- 1632: De recondita abscessuum natura, O. Beltrani, Napoli
- 1645: Zootomia democritaea, id est anatome generalis totius animantium opificii : libris quinque distincta, quorum seriem sequens facies delineabit, Endterius, Nürnberg
- 1646: De efficaci medicina, J. Beyer, Frankfurt am Main
- 1650: De viperae natura, veneno, medicina demonstrationes et experimenta nova, P. Frambotti, Padova
- 1653: Trimembris chirurgia, Schönwetter, Frankfurt
- 1653: Therapeuta Neapolitanus, J. A. Tarin, Napoli
- 1654: Quaestiones anatomicae quatuor, Frankfurt
- 1655 - 1659: Antiperipatias. Hoc est adversus Arsitoteleos de respiratione piscium diatriba. De piscibus in sicco viventibus commentarius... Phoca illustratus..., 2 vol., Napoli, H. C. Cavalli
- 1664: Synopseos chirurgiae libri sex, E. Weyerstroten, Amsterdam